# Гордалинское сельское поселение
Гордалинское се́льское поселе́ние — муниципальное образование в Ножай-Юртовском районе Чеченской Республики Российской Федерации.
Административный центр — село Гордали.

## История
Статус и границы сельского поселения установлены Законом Чеченской Республики от 20 февраля 2009 года № 11-РЗ «Об образовании муниципального образования Ножай-Юртовский район и муниципальных образований, входящих в его состав, установлении их границ и наделении их соответствующим статусом муниципального района и сельского поселения».

## Население
| 2010 | 2012 | 2013 | 2014 | 2015 | 2016 | 2017 |
| ---- | ---- | ---- | ---- | ---- | ---- | ---- |
| 829  | ↗837 | ↗843 | ↗869 | ↗874 | ↗890 | ↗912 |
| 2018 | 2019 | 2020 | 2021 | 2023 | 2024 |      |
| ↗943 | ↗962 | ↗977 | ↘781 | ↗792 | ↗818 |      |

## Состав сельского поселения
| № | Населённый пункт | Тип населённого пункта       | Население |
| - | ---------------- | ---------------------------- | --------- |
| 1 | Бас-Гордали      | село                         | ↗155      |
| 2 | Гордали          | село, административный центр | ↘586      |
| 3 | Макси-Хутор      | село                         | ↗48       |
| 4 | Хашки-Мохк       | село                         | ↗40       |